# 新康大楼

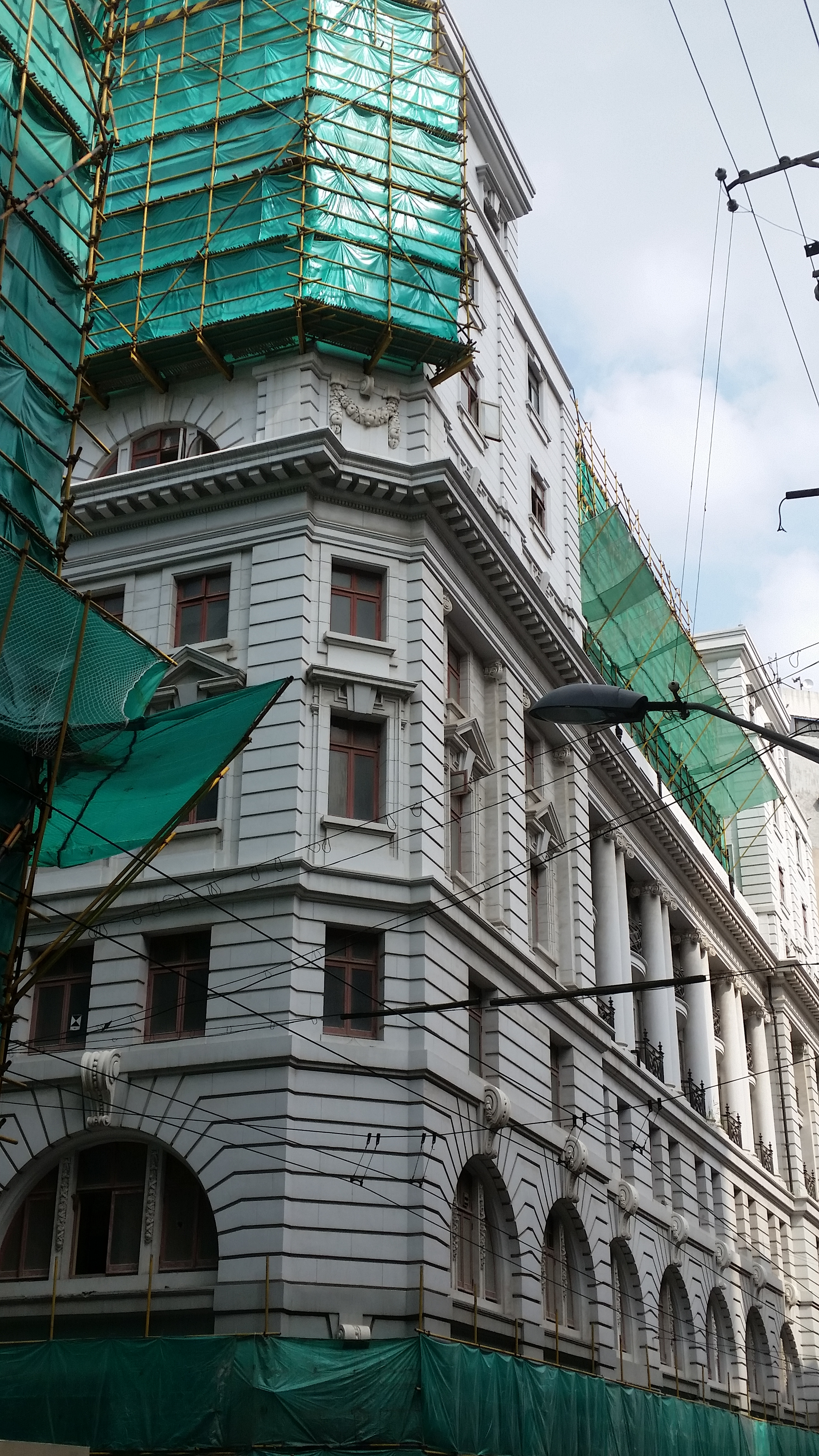

新康大樓（Ezra Building）是中華人民共和國上海市黃浦區九江路150號的一個建築，該建築為八层钢筋混凝土结构，占地1231平方米，建筑面积9018平方米，為新古典主义建築。新康大樓由新康洋行建于1916年至1921年。1916年建造。截至1989年，該建築由上海市机电设备供应公司配套供应部、黄浦区中心医院中医门诊部等单位使用。